# صالح الأشمر
صالح الأشمر مترجم وكاتب لبناني، ترجم الكثير من الأعمال الأدبية من الفرنسية إلى اللغة العربية. ومن أبرزها أعمال الكاتب الفرنسي جيلبر سينويه كرواية (أنا القدس)، ورواية (الصقر) عن سيرة الشيخ زايد آل نهيان،. وكذلك ترجم بعض أعمال عالم الاجتماع الفرنسي أوليفييه روا.

## إصدارات

### ترجمات
| الكتاب                          | المؤلف                 | سنة النشر |
| ------------------------------- | ---------------------- | --------- |
| إغضبوا                          | ستيفان هسل             | 2011      |
| الجهل المقدس: زمن دين بلا ثقافة | أوليفييه روا           | 2012      |
| آحاد أغسطس                      | باتريك موديانو         | 2015      |
| ملعون دوستويفسكي                | عتيق رحيمي             | 2015      |
| أنساب الآلهة                    | هزيودوس                | 2015      |
| العبودية المختارة               | إتيان دو لا بويسي      | 2016      |
| الإٍسلام والعلمانية              | أوليفييه روا           | 2016      |
| العاشق                          | مارغريت دوراس          | 2017      |
| حجر الصبر                       | عتيق رحيمي             | 2017      |
| الجهاد والموت                   | أوليفييه روا           | 2017      |
| خوف حارس المرمى عند ضربة الجزاء | بيتر هاندكه            | 2017      |
| أنا القدس                       | جيلبير سينويه          | 2019      |
| بؤساء بلفيل الحياة أمامك        | رومان غاري (إميل أجار) | 2020      |
| الصقر                           | جيلبير سينويه          | 2020      |
| مهنة العيش                      | تشيزاري بافيزي         | 2021      |
| أمل                             | جيلبير سينويه          | _ _ _     |

## مؤلفات يجب إضافة ديوان رباعيات الحب العادي،شعر
وبؤساء بلفيل ،رواية ،ترجمة 
و الرقة ،رواية ،ترجمة
| الكتاب              | سنة النشر |
| ------------------- | --------- |
| قلب بمنازل كثيرة    | 2017      |
| معزوفة لجمال العيش  | 2018      |
| حب لكل الفصول (شعر) | 2020      |

رباعيات الحب العادي     ! ٢٠٢٣